# アーベル群
数学、特に抽象代数学におけるアーベル群（アーベルぐん、英: abelian group）または可換群（かかんぐん、英: commutative group）とは、交換法則を有する群である。マグマの分類の一つである。名称は、ノルウェーの数学者ニールス・アーベルに因む。
アーベル群は環や体、環上の加群やベクトル空間といった抽象代数学の概念において、その基礎となる加法に関する群（加法群）としてしばしば生じる。任意の抽象アーベル群についても、しばしば加法的な記法（例えば群演算は "+" を用いて表され、逆元は負符号を元の前に付けることで表す）が用いられ、その場合に用語の濫用で「加法群」と呼ばれることがある。また任意のアーベル群は整数全体の成す環 Z 上の加群とみることができ、その意味でやはり用語の濫用だがアーベル群のことを「加群」と呼ぶこともある。
一般に可換群は非可換群に比べて著しく容易であり、とくに有限アーベル群の構造は具さに知られているが、それでも無限アーベル群論はいまなお活発な研究領域である。

## 定義
集合 G に二項演算（"*" と書くことにする）が定義されていて、以下の条件
1. 結合法則: {\displaystyle a*(b*c)=(a*b)*c}.
2. 単位元の存在:{\displaystyle \exists 1;\ a*1=1*a=a}.
3. 逆元の存在: {\displaystyle \forall a,\exists a^{-1};\ a*a^{-1}=a^{-1}*a=1}.
4. 交換法則: {\displaystyle a*b=b*a}.

（ただし、a, b, c は G の任意の元）を全て満たすとき、G と演算 "*" の組 (G, *) をアーベル群という。考えている演算があきらかなときは省略して単に G をアーベル群と呼ぶ。
アーベル群ではしばしば演算子を "+" と記す。このとき単位元を零元と呼んで 0 などで表し、逆元も −a のように負符号を用いて表してマイナス元あるいは反数ともよぶ。また、a + (−b) は a − b と書かれ、a から b を引くという減法が定義される。このような記法を加法的な記法と呼び、対して先に述べたような通常の群でよく使われる記法を乗法的な記法ということがある。アーベル群の定義を加法的に記せば
1. 結合法則: {\displaystyle a+(b+c)=(a+b)+c}.
2. 零元の存在: {\displaystyle \exists 0;\ a+0=0+a=a}.
3. マイナス元の存在: {\displaystyle \forall a,\exists -a;\ a+(-a)=(-a)+a=0}.
4. 交換法則: {\displaystyle a+b=b+a}.

のようになる。

## 例と反例
- 整数全体、有理数全体、実数全体、複素数全体の各集合は、全て算術的加法とアーベル群を成す。
- 自然数全体の集合は、可逆性の公理に反する（算術的減法について閉じていない）ため、算術的加法とはアーベル群を成さない。
- 乗法に関し、有理数全体の集合 Q は 0 の逆元が無いので群にならないが、Q から 0 を除いた集合（これを慣習的に Q* と書く）で乗法を考えたものは群になり（乗法群と言われる）、これもアーベル群の例である。同様に、0 以外の実数全体 R* や 0 以外の複素数全体 C* も乗法に関してアーベル群となる。また例えば 0 以外の整数の全体 Z* は乗法に関して群にはならないが、その部分集合 {±1} は乗法に関するアーベル群である。
- 楕円曲線 y2 = x3 + ax + b の解集合には、加法を定義することができ、アーベル群になる。

## 性質
自然数 n と加法的に書かれたアーベル群 G の元 x に対して、x の n-重累加（n 個の和）を nx = x + x + ⋯ + x とし、(−n)x = −(nx) と定めれば、これにより、 G を  "整数全体の成す可換環 Z 上の加群" とみなすことができる。実は Z-加群の概念をアーベル群の概念と同じものと考えることができる。
（主イデアル整域たる Z 上の加群としての）アーベル群に関する諸定理は、しばしば任意の主イデアル整域上の加群に関する定理にまで一般化することができる。その典型が有限生成アーベル群の分類定理であり、これをPID上有限生成加群の構造定理の特別の場合とみることができる。有限生成アーベル群の場合、この定理によりそのような任意のアーベル群がねじれ群と自由アーベル群の直和に分解できることが保証される。そのときのねじれ群は、適当な素数 p に対する素冪位数巡回群 Z/pkZ の形の群の有限個の直和であり、自由アーベル群は無限巡回群 Z の有限個のコピーの直和になっている。
アーベル群の間の二つの群準同型 f, g: G → H に対し、それらの和 f + g は (f + g) (x) = f(x) + g(x) (∀x ∈ G) で定義され、これもまた一つの群準同型を与える（これが準同型となるために H の可換性は必要である）。これにより、G から H への群準同型全体の成す集合 Hom(G, H) はそれ自身ひとつのアーベル群となる。
ベクトル空間の次元のようなものとして、任意のアーベル群は階数と呼ばれるものを持つ。整数の加法群 Z および有理数の加法群 Q は階数 1 であり、Q の任意の部分群についても同様である。
一般の群 G の中心 Z(G) は G の任意の元と交換する G の元全体の成す部分群であった。明らかに群 G が可換であるための必要十分条件は G が中心 Z(G) に一致することである。中心 Z(G) は必ず G の特性部分アーベル群となる。中心で割った剰余群 G/Z(G) が巡回群ならば G はアーベルである。

## 有限アーベル群
整数全体のなす加法群の法 n に関する剰余類の成す巡回群 Z/nZ は有限アーベル群のもっとも単純な例として挙げることができるが、逆に任意の有限アーベル群は適当な素数冪に対するこの形の有限巡回群の直和に同型であり、そのときそれら直和因子の位数は全体として一意に決定され、与えられた有限アーベル群の不変系 (complete system of invariants) と呼ばれる。有限アーベル群の自己同型群はその不変系によって直接的に記述することができる。有限アーベル群の理論はフロベニウスとシュティッケルベルガーの1879年の論文に始まり、のちに整理され主イデアル整域上の有限生成加群にまで一般化されて、線型代数学の重要な章を成すものとなった（単因子論）。
素数位数の任意の群は巡回群に同型であり、ゆえにアーベル群である。また、位数が素数の平方であるような任意の群はアーベル群となる。実は任意の素数 p に対して位数 p2 の群は、同型を除いて Z/p2Z と Z/pZ × Z/pZ のちょうど二種類しかない。
有限アーベル群の基本定理
任意の有限アーベル群 G は素冪位数の巡回群の直和に表される。
これは有限生成アーベル群の基本定理の特別の場合（階数 0 の場合）である。位数 mn の巡回群 Z/mnZ が Z/mZ と Z/nZ の直和に同型となるための必要十分条件は m と n が互いに素となることである（中国の剰余定理）。これにより任意の有限アーベル群 G が
{\displaystyle \bigoplus _{i=1}^{u}\mathbf {Z} /k_{i}\mathbf {Z} }
なるかたちの直和に同型となることが従うが、位数 ki に関しては標準的に二種類：
- 各数 k1, …, ku はそれぞれ適当な素数の冪である
- k1 は k2 を割り切り、k2 は k3 を割り切り、… ku−1 は ku を割り切る

の仮定のうちの何れかを課すことで一意に定まる。

## 無限アーベル群
もっとも単純な無限アーベル群は無限巡回群 Z である。任意の有限生成アーベル群 A は Z の適当な r 個のコピーと有限個の素冪位数巡回群の直和に分解可能なアーベル群との直和に同型である。この場合、分解は一意ではないけれども、上記の定数 r は一意に定まり（A の階数と呼ばれる）、分解に現れる素数冪は全体として有限巡回直和因子すべての位数を一意的に決定する。
これと対照に、一般の無限生成アーベル群の分類は完全とは程遠いものしか知られていないことを理解しなければならない。可除群（任意の自然数 n と a ∈ A に対し方程式 nx = a が常に解 x ∈ A を持つような群 A）は完全な特徴づけが知られている無限アーベル群の重要なクラスの一つである。任意の可除群は、有理数の加法群 Q といくつか適当な素数 p に対するプリューファー群 Qp/Zp を直和因子に持つ直和に同型で、それぞれの種類の直和因子の数は濃度の意味で一意に決定される。さらに言えば、可除群 A が何らかのアーベル群 G の部分群となるとき、A は G における直和補因子を持つ（すなわち、G の適当な部分群 C で G = A ⊕ C なるものがとれる）。したがって、可除群はアーベル群の圏における入射対象であり、逆に任意の入射アーベル群は可除である（ベーアの判定法）。非零可除部分群を持たないアーベル群は被約 (reduced) であるという。
対極的な性質を持つ無限アーベル群の重要な二つのクラスに、ねじれ群とねじれのない群がある。例えば、加法群の商 Q/Z はねじれアーベル群の、加法群 Q はねじれのないアーベル群のそれぞれ例になっている。
ねじれ群でもねじれのない群でもないアーベル群は混合群 (mixed group) という。アーベル群 A とその（最大）ねじれ部分群 T(A) に対して、剰余群 A/T(A) はねじれがない。しかし一般に、ねじれ部分群は A の直和因子とは限らない（つまり A は T(A) ⊕ A/T(A) に同型でない）から、混合群の理論はねじれ群とねじれのない群の理論を単純に合わせればよいという話にはならない。